# Division I i bandy 1972/1973
Division I i bandy 1972/1973 var Sveriges högsta division i bandy för herrar säsongen 1972/1973. Södergruppsvinnaren Västerås SK lyckades vinna svenska mästerskapet efter seger med 4-1 mot södergruppstvåan Örebro SK i finalmatchen på Söderstadion i Stockholm den 18 mars 1973.

## Upplägg
De fyra mest framgångsrika lagen i respektive grupp av de två geografiskt indelade 10-lagsgrupperna gick till slutspel, och de två minst framgångsrikga lagen respektive grupp flyttades ned till Division II.

## Förlopp
- Skytteligan vanns av Bernt Ericsson, Falu BS med 41 fullträffar.[3].
- Västerås SK:s Stig Johansson noterades för två gjorda mål i finalen.[4]

## Seriespelet

### Division I norra
Spelades 3 december 1972-11 februari 1973.
| Nr | Lag            | S  | V  | O | F  | +/-     | P  |
| -- | -------------- | -- | -- | - | -- | ------- | -- |
| 1  | Västanfors IF  | 18 | 12 | 3 | 3  | 74 - 40 | 27 |
| 2  | Falu BS        | 18 | 12 | 1 | 5  | 90 - 40 | 25 |
| 3  | Ljusdals BK    | 18 | 10 | 5 | 3  | 60 - 37 | 25 |
| 4  | Sandvikens AIK | 18 | 10 | 3 | 5  | 74 - 50 | 23 |
| 5  | Hammarby IF    | 18 | 8  | 7 | 3  | 54 - 44 | 23 |
| 6  | Brobergs IF    | 18 | 8  | 5 | 5  | 64 - 57 | 21 |
| 7  | Selångers SK   | 18 | 2  | 8 | 8  | 30 - 56 | 12 |
| 8  | Edsbyns IF     | 18 | 5  | 1 | 12 | 52 - 88 | 11 |
| 9  | Filipstads IF  | 18 | 2  | 3 | 13 | 49 - 84 | 7  |
| 10 | Eskilstuna BS  | 18 | 2  | 2 | 14 | 46 - 97 | 6  |

### Division I södra
Spelades 3 december 1972-11 februari 1973.
| Nr | Lag             | S  | V  | O | F  | +/-     | P  |
| -- | --------------- | -- | -- | - | -- | ------- | -- |
| 1  | Västerås SK     | 18 | 10 | 6 | 2  | 59 - 36 | 26 |
| 2  | Örebro SK       | 18 | 12 | 2 | 4  | 65 - 45 | 26 |
| 3  | Katrineholms SK | 18 | 9  | 6 | 3  | 70 - 52 | 24 |
| 4  | IFK Kungälv     | 18 | 12 | 0 | 6  | 60 - 44 | 24 |
| 5  | Hälleforsnäs IF | 18 | 10 | 1 | 7  | 66 - 53 | 21 |
| 6  | Villa BK        | 18 | 6  | 5 | 7  | 57 - 52 | 17 |
| 7  | Surte SK        | 18 | 4  | 5 | 9  | 53 - 66 | 13 |
| 8  | Värmbols GoIF   | 18 | 5  | 2 | 11 | 44 - 64 | 12 |
| 9  | Köpings IS      | 18 | 4  | 1 | 13 | 36 - 71 | 9  |
| 10 | Tranås BoIS     | 18 | 2  | 4 | 12 | 42 - 69 | 8  |

## Slutspel om svenska mästerskapet 1973

### Kvartsfinaler (bäst av tre matcher)
- 28 februari 1973: Västanfors IF-IFK Kungälv 4-4
- 28 februari 1973: Örebro SK-Ljusdals BK 2-0
- 28 februari 1973: Falu BS-Katrineholms SK 3-0
- 28 februari 1973: Västerås SK-Sandvikens AIK 2-0

- 4 mars 1973: IFK Kungälv-Västanfors IF 6-1 *
- 4 mars 1973: Ljusdals BK-Örebro SK 3-0
- 4 mars 1973: Katrineholms SK-Falu BS 6-3
- 4 mars 1973: Sandvikens AIK-Västerås SK 2-1

- 6 mars 1973: Ljusdals BK-Örebro SK 1-3 (Stockholm)
- 6 mars 1973: Falu BS-Katrineholms SK 2-0 (Örebro)
- 6 mars 1973: Sandvikens AIK-Västerås SK 1-4 (Studenternas IP, Uppsala)

### Semifinaler (bäst av tre matcher)
- 9 mars 1973:Örebro SK-IFK Kungälv 2-1
- 9 mars 1973:Falu BS-Västerås SK 0-5

- 11 mars 1973:IFK Kungälv-Örebro SK 0-0 *
- 11 mars 1973:Västerås SK-Falu BS 3-3 *

- Vid denna tid tillämpades inte förlängning. Enligt samtida regler räckte en oavgjord match och en vinst för att gå vidare.

### Final
- 18 mars 1973: Västerås SK-Örebro SK 4-1 (Söderstadion, Stockholm)